# Kurt Gerstenberg
Kurt Gerstenberg (23 juillet 1886, Chemnitz − 2 novembre 1968, Würzburg) est un historien de l'art de nationalité allemande et un élève de l'historien suisse Heinrich Wölfflin. Il est l'auteur du  Deutsche Sondergotik, paru en 1913, qui est à l'origine du terme Sondergotik, un style architectural gothique tardif.

## Lies externes
- Notices dans des dictionnaires ou encyclopédies généralistes :   - Brockhaus
  - Deutsche Biographie
- Notices d'autorité :   - VIAF
  - ISNI
  - IdRef
  - LCCN
  - GND
  - Pays-Bas
  - Pologne
  - Israël
  - NUKAT
  - Vatican
  - Tchéquie
  - WorldCat